# Сава Филаретов
Сава Вълчев Филаретов е изтъкнат български просветен деец и общественик от Възраждането.

## Биография
Роден е на 20 октомври 1825 година в будното котленско село Жеравна в семейството на Вълчо Матеев х. Стойнов. Рожденото му име е Сава Вълчев Матеев. По-късно възприема фамилното име Филаретов. (Филарет се превежда от гръцки като добродетелен или добродеятелен). Няма запазени данни кога и защо се случва тази промяна.
От 1843 до 1848 година учителства в Шумен, като в архива на Димитраки Хаджипанев е съхранен договора му за учителстване. Получава по-високо образование в гръцкото училище в Куручешме, Цариград, а след това в Одеската гимназия (1849 – 1852) и завършва Московския университет.
Завръща се в България и започва работа като учител в София, където отваря първото девическо училище. Филаретов развива активна обществена дейност, участва в църковно-националната борба, сътрудничи на български и руски списания и вестници.
През 1860 се жени за Йорданка Филаретова. 
Привлякъл с активността си вниманието на османските власти през 1861 година Филаретов е принуден да напусне София. Младото семейство намира спасение в Русия, където години преди това Сава получава висшето си образование. Тамошното министерство на външните работи оценява способностите и познанията на народния поборник и той е назначен като секретар на руското консулство в Одрин, а скоро след това в посолството на Русия в Цариград. Но Филаретов е вече твърде болен. Поради здравословното му състояние е изпратен като вицеконсул в Кайро, където умира на 13 ноември 1863 г. от туберкулоза.
Сава и Йорданка Филаретови имат един син - Владимир, но той умира млад също от туберкулоза.

## Разни
- Негов най-краен и последователен противник е софийският първенец и член на Общината – хаджи Мано Стоянов.

## Памет
На Сава Филаретов са наречени улици в:
- София, квартал „Надежда I“ (Карта);
- Варна, кв. Траката